# Толмачев Олег Євгенійович
Олег Євгенійович Толмачев (нар. 27 січня 1975) — топ-менеджер в галузі нафтогазової промисловості, т.в.о. генерального директора АТ «Укргазвидобування» (з січня 2023 до червня 2024).
У лютому 2021 року Олега Толмачева призначено заступником директора, а у травні 2022 року директором дивізіону «Нафтогаз Розвідка та Видобування» НАК «Нафтогаз України». З січня 2023 року обіймає посаду т.в.о. генерального директора АТ «Укргазвидобування». Має понад двадцять років досвіду управління нафтогазовими проєктами у Північній Америці.

## Життєпис
У 1996—1999 роках здобув вищу освіту в університеті Оклахоми, США, за фахом нафтова інженерія. Під час навчання в університеті був віцепрезидентом студентського Товариства нафтогазових інженерів.
У 1999—2002 працював інженером з виробництва у компанії BP Amoco — найбільшому виробнику нафти і природного газу в США на той час. Займався проєктом розробки покладів газу на родовищі Пангандл (англ. Panhandle Gas Field) у Техасі. У 2002—2008 працював менеджером з розробки родовищ (англ. Asset Manager) в американській видобувній компанії Chesapeake Energy, де відповідав за розробку родовища East Texas Deep Bossier у Техасі та родовища Haynesville Shale в Луїзіані. В 2008—2011 працював старшим інженером, керівником групи із закінчування свердловин(Group Lead for Completions) East Texas Deep Bossier, Haynesville Shale та Barnett Shale у компанії Encana (після ребрендингу — Ovintiv), яка є провідним виробником природного газу, нафти та зрідженого природного газу в Північній Америці. В 2011—2013 він керував проєктами розробки покладів газу у щільних породах, зокрема, горизонтального буріння, на родовищах Utica та Marcellus, працюючи на посаді старшого менеджера з розробки родовищ (Senior Asset Manager) у Chesapeake Energy. У 2013—2020 працював віцепрезидентом з буріння та розробки, операційним директором компанії Eclipse Resources, яка видобувала газ на родовищах Utica та Marcellus методом горизонтального буріння. У 2016—2018 роках компанія Eclipse Resources декілька років поспіль встановлювала світові рекорди за довжиною буріння горизонтальних свердловин. Зокрема у 2018 році Eclipse Resources за 20,5 днів пробурила на родовищі Utica свердловину, загальна глибина якої становила приблизно 30 130 футів, включно з горизонтальною частиною довжиною 19 335 футів, встановивши черговий рекорд.
У 2021 році Олег Толмачев приєднався до команди Нафтогазу на посаді заступника директора дивізіону «Нафтогаз Розвідка та Видобування». У травні 2022 року перейшов на посаду директора дивізіону «Нафтогаз Розвідка та Видобування». 
З січня 2023 року обіймає посаду т.в.о. генерального директора АТ «Укргазвидобування». В інтерв'ю виданню New Voice Толмачев повідомив, що ключовими напрямами збільшення видобутку Укргазвидобування в 2023 році будуть геологорозвідка і буріння. Зокрема, йдеться про запуск проєктів горизонтального буріння та масштабних геологічних досліджень.